# Serdinya
Serdinya (în catalană Serdinyà) este o comună în departamentul Pyrénées-Orientales din sudul Franței. În 2009 avea o populație de 216 de locuitori.

## Evoluția populației
| An        | 1975 | 1982 | 1990 | 1999 | 2006 | 2009 |
| --------- | ---- | ---- | ---- | ---- | ---- | ---- |
| Populație | 271  | 233  | 213  | 233  | 225  | 216  |